# Тетереука-Ноуе
Тетереука-Ноуе (Нова Татарівка, рум. Tătărăuca Nouă) — село в Молдові у Сороцькому районі. Розташоване на правому березі річки Дністер. Входить до складу комуни, адміністративним центром якої є село Тетереука-Веке. В селі є церква та бібліотека.